# Presenze (film)
Presenze è un film del 1992 diretto da Rusty Lemorande e tratto dal racconto Il giro di vite di Henry James.

## Trama
Jenny Gooding viene assunta dal ricco Mr. Cooper come istitutrice per i suoi nipoti rimasti orfani, Flora e Miles. Giunta nella grande tenuta di campagna di Bly dove essi vivono, la giovane scoprirà presto che sul luogo aleggiano presenze spettrali intenzionate ad impossessarsi dei due bambini.

## Differenze dal racconto
- Nel racconto il narratore è un certo Douglas che legge ad un gruppo di amici un manoscritto vergato da un'ex istitutrice ormai defunta che l'uomo  sostiene di aver conosciuto; nel film a narrare la storia è una donna che legge ai membri di una associazione culturale letteraria il diario di una defunta istitutrice.
- Il racconto è ambientato nell'Inghilterra vittoriana, mentre il film negli anni 1960.

## Riconoscimenti
- 1992 - Sitges - Festival internazionale del cinema fantastico della Catalogna
  - Nomination per il miglior film